# Висенте Амиго
Висенте Амиго Хирол (на испански: Vicente Amigo Girol) е испански фламенко композитор и виртуозен китарист, роден на 25 март 1967 г. в Гуадалканал, близо до Севиля. Той е бил акомпаниращ китарист в записите на фламенко певците Ел Пеле, Камарон де ла Исла, Висенте Сото, Луис де Кордоба и група Салмарина, а също така е продуцирал записи на Ремедиос Амайя и Хосе Мерсе. Неговият албум Ciudad de las Ideas („Град на идеите“) печели през 2001 г. латинската награда „Грами“ за най-добър фламенко албум. и наградата „Ондас“ (2002 г.) за най-добра фламенко творба.

## Биография
Той е севилец по рождение, но е израснал и живее понастоящем в Кордоба, където посещава първите си уроци по китара при Ел Томате и Меренге де Кордоба, а по-късно подобрява китарните си умения при Маноло Санлукар, с когото е работил 10 години. След периода си като акомпаниращ китарист на фламенко певеца Ел Пеле той се отдава почти изцяло на концертна дейност след 1988 г. De Mi Corazón al Aire („От все сърце“, 1991 г.) е първият му самостоятелен албум. Почитател на Пако де Лусия от ранно детство, Амиго участва заедно с него в шоуто „Leyendas de la guitarra“ („Легенди на китарата“), което се провело в Севиля като откриване на изложбата „Експо 92“. В него още участвали Боб Дилън, Кийт Ричардс, Стив Вай, Джо Сатриани, Нуно Бетенкурт, Фил Манзанера, Джо Кокър, Джак Брус и Ричард Томпсън. По това време той вече е спечелил някои от най-престижните фламенко награди.
Висенте Амиго е отворен за експерименти, довеждайки фламенкото до безпрецедентни граници и все по-задълбочени познания за другите музикални форми, както и за споделяне на опит с други артисти. Той е участвал в записите на Халед, Мигел Бозе, Кармен Линарес, Маноло Санлукар, Вагнер Тисо, Розарио, Начо Кано, Алехандро Санс, Стинг и др. и е споделял сцената с най-великите съвременни музиканти: Пако де Лусия, Стенли Джордан, Джон Маклафлин, Ал ди Меола, Милтон Нашименто.

## Дискография
1. De mi corazón al aire („От все сърце“) (1991)
2. Vivencias Imaginadas („Въображаеми преживявания“) (1995)
3. Poeta („Поет“) (1997) – оркестрация на Лео Брауер и с участието на Оркестъра на Кордоба
4. Ciudad de las Ideas („Град на идеите“) (2000)
5. Ciudad de las Ideas – en concierto desde Córdoba (един концерт от Кордоба) (Live DVD) (2004)
6. Un Momento en el Sonido („Един момент в един звук“) (2005)
7. Paseo De Gracia („Езда на грацията“) (2009)
8. „Vivencias“ La Obra Completa de un Genio („Преживявания“ – цялостен труд на един гений) (2010)
9. Tierra („Земя“) (2013)
10. Memoria de los Sentidos („Спомен на чувствата“) (2017)
11. Mi Reencuentro („Моята повторна среща“) (2018), заедно с певеца Потито
12. Andenes del Tiempo („Платформи на времето“) (2024)

## Участия в други проекти
- El Pele. La Fuente de lo Jondo, 1986.
- Medina Azahara. En Al-Hakim, 1986.
- El Pele. Poeta de Esquinas Blandas, 1991.
- El Pele. Canto, 2003.